# Clubiona proszynskii
Espèce
Clubiona proszynskii est une espèce d'araignées aranéomorphes de la famille des Clubionidae.

## Distribution
Cette espèce est endémique de Corée du Nord.

## Description
Le mâle holotype mesure 3,68 mm.

## Étymologie
Cette espèce est nommée en l'honneur de Jerzy Prószyński.

## Publication originale
- Mikhailov, 1995 : New or rare Oriental sac spiders of the genus Clubiona Latreille 1804 (Aranei Clubionidae). Arthropoda Selecta, vol. 3, no 3/4, p. 99-110 (texte intégral).